# Pediana regina
Pediana regina är en spindelart som först beskrevs av Ludwig Carl Christian Koch 1875.  Pediana regina ingår i släktet Pediana och familjen jättekrabbspindlar. Utöver nominatformen finns också underarten P. r. isopedina.